# Baghead (2023)
Baghead ist ein Horrorfilm aus dem Jahr 2023 von Regisseur Alberto Corredor nach einem Drehbuch von Christina Pamies und Bryce McGuire. In den Hauptrollen spielen Freya Allan, Ruby Barker, Jeremy Irvine und Anne Müller. Der Film basiert auf dem gleichnamigen Kurzfilm (2017) von Alberto Corredor.

## Handlung
Die junge Iris Lark lebt allein in London und erfährt vom Feuertod ihres entfremdeten Vaters Owen in Berlin. Ein Notar teilt ihr mit, dass sie von ihrem Vater ein heruntergekommenes, altes Lokal in Berlin geerbt hat. Sie hofft, damit etwas Geld verdienen zu können und tritt daher das Erbe an.
Allerdings ahnt sie zu diesem Zeitpunkt noch nicht, dass im Keller des Lokales mit „Baghead“ ein Wesen haust, das jeweils für die Dauer von zwei Minuten die Gestalt von Verstorbenen annehmen kann. Owen dürfte die Kreatur ausgenutzt haben, um damit Geld von verzweifelten Menschen zu kassieren, die noch einmal mit ihren toten Angehörigen sprechen wollten.
Sollte die Zwei-Minuten-Regel allerdings gebrochen werden, drohen blutige Konsequenzen und Baghead fordert ihre Opfer. Von ihrem Vater erhält Iris über eine vor seinem Tod aufgezeichnete Videobotschaft den Rat, dass Baghead den Keller nicht verlassen darf.

## Besetzung und Synchronisation
Die deutschsprachige Synchronisation übernahm die RC Production. Dialogregie führte Stephanie Damare, die auch das Dialogbuch schrieb.
| Rolle       | Darsteller      | Synchronsprecher   |
| ----------- | --------------- | ------------------ |
| Iris        | Freya Allan     | Lisa May-Mitsching |
| Katie       | Ruby Barker     | Anna Gamburg       |
| Neil        | Jeremy Irvine   | Ozan Ünal          |
| Otto Vogler | Felix Römer     | Felix Römer        |
| Owen        | Peter Mullan    | Erich Räuker       |
| Anwalt      | Ned Dennehy     | Lutz Schnell       |
| Catherine   | Saffron Burrows | Christin Marquitan |
| Regina      | Julika Jenkins  | Julika Jenkins     |
| Sarah       | Svenja Jung     | Svenja Jung        |

## Produktion und Hintergrund

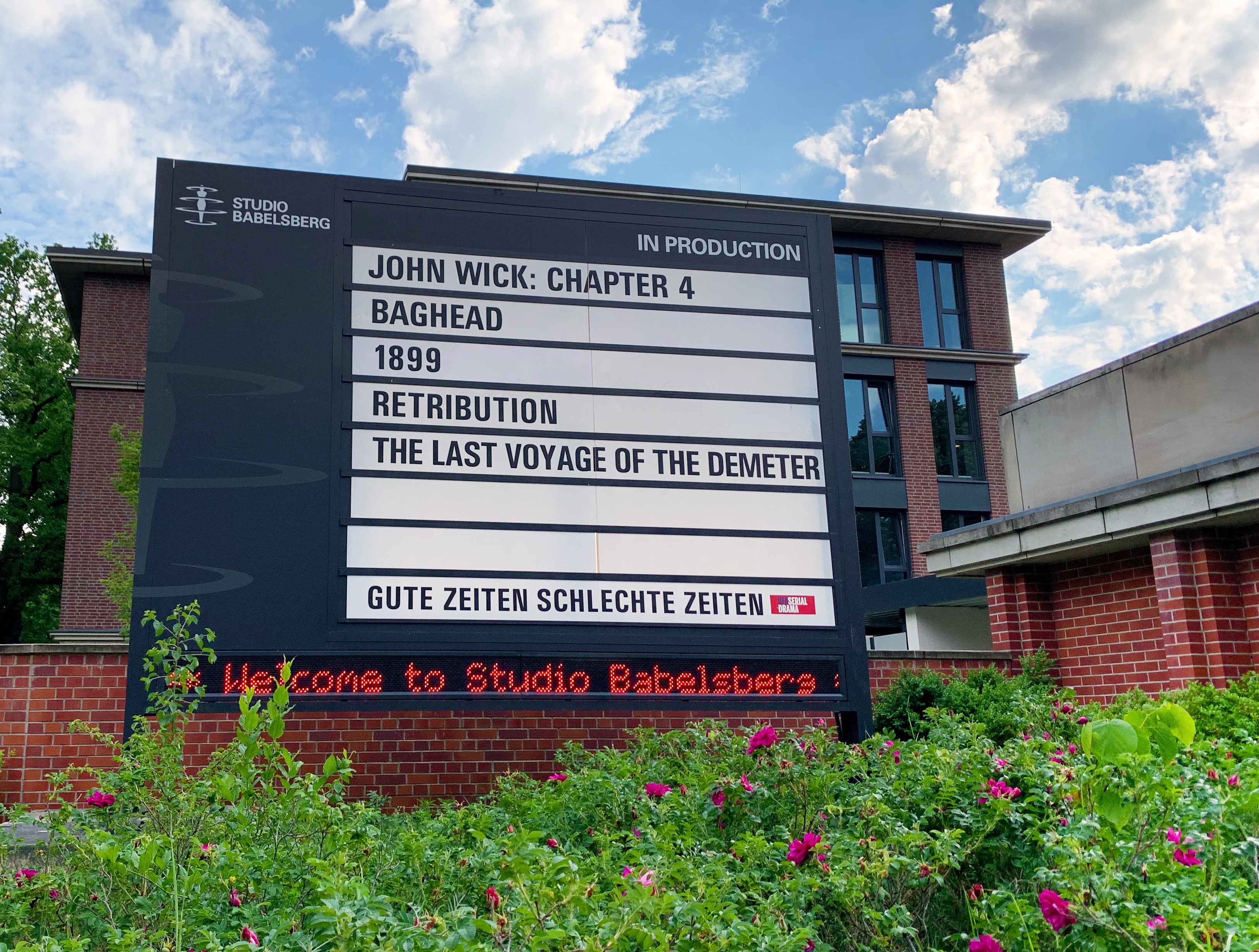
Produktionstafel am Haupteingang von Studio Babelsberg

Der Film wurde von der amerikanischen The Picture Company produziert, als Produzenten fungierten Alex Heineman und Andrew Rona. Koproduzenten waren Charlie Woebcken, Christoph Fisser und Henning Molfenter von Studio Babelsberg. Als Executive Producer fungierten Roy Lee von Vertigo Entertainment zusammen mit Jake Wagner von Alibi, Luc Etienne sowie Alberto Corredor und Lorcan Reilly. Bei der französischen Filmproduktionsgesellschaft Studiocanal wurde die Produktion von Ron Halpern, Shana Eddy und Rachel Henchosberg beaufsichtigt.
Die Dreharbeiten fanden an 30 Drehtagen vom 18. Oktober bis zum 26. November 2021 in Deutschland statt. Gedreht wurde im Studio Babelsberg in Potsdam sowie in Berlin. Unterstützt wurde die Produktion vom Deutschen Filmförderfonds und der Medienboard Berlin-Brandenburg GmbH.
Die Kamera führte Cale Finot, die Musik stammt von Suvi-Eeva Äikäs, die Montage verantwortete Jeff Betancourt und das Casting Nancy Nayor und Anna-Lena Slater. Das Set-Design gestaltete Marc Bitz, das Maskenbild Anett Weber, den Ton Manuel Vogt und das Kostümdesign Mona May.

## Veröffentlichung
Der deutsche Kinostart war am 28. Dezember 2023. Auf Blu-ray wurde der Film am 16. Mai 2024 veröffentlicht.

## Rezeption
Rouven Linnarz vergab auf film-rezensionen.de fünf von zehn Punkten. Die durchwachsene Spielfilmvariante des gleichnamigen Horror-Kurzfilms schaffe es nicht wirklich, die Ausweitung der Geschichte erzählerisch oder ästhetisch zu rechtfertigen, und verliere sich zudem in gängigen Klischees des Genres, die den Film berechenbar machten.
Thorsten Hanisch vergab auf Filmstarts.de 1,5 von 5 Sternen. Baghead sei wahrscheinlich der einzige Horrorfilm, in dem eine Hexe ein Smartphone frisst. Aber ansonsten werde hier kaum was geboten, Iris bleibe ein völlig platter, austauschbarer und zudem wenig schlüssiger Charakter, der Soundtrack sei penetrant, der „Horror“ bestehe vornehmlich aus ohrenbetäubenden Jump-Scares, zudem spiele sich nahezu das ganze Geschehen in derselben öden Studiokulisse ab.
horrormagazin.de bewertete den Film mit drei von fünf Sternen. Dieser sei reduziertes Horrorkino, in dem gruselige Stimmung und schauerliche Atmosphäre überwiegten. Wenn etwas von der Liebe zur Ausstattung auch auf die Drehbucharbeit abgefärbt hätte, hätte der Film das Potenzial zu einem gelungenen Genre-Beitrag.
mucke-und-mehr.de bewertete den Film mit fünf von zehn Sternen. Die Ausdehnung des Kurzfilmes auf Spielfilmlänge sei nicht allzu gut gelungen. Zu Beginn baue der Streifen noch recht vernünftig Atmosphäre auf, nach und nach aber verflache die Handlung, der Pub samt Keller wirke als Spielort trotz solider Ausstattung etwas eintönig. Das Mysterium des Baghead sei interessant, viel anderes wirke wie wenig innovatives Füllwerk aus dem Horrorfilm-Bauchladen, so dass dann auch Jumpscares und laute Toneffekte immer präsenter werden, was die erschaffene Atmosphäre wieder verpuffen lasse.